# Fires at Midnight
Fires at Midnight is het derde studioalbum van Blackmore's Night.

## Nummers
1. "Written in the Stars" - 4:50
2. "The Times They Are a-Changin'" - 3:33
3. "I Still Remember" - 5:42
4. "Home Again" - 5:28
5. "Crowning of the King" - 4:32
6. "Fayre Thee Well" - 2:08
7. "Fires at Midnight" - 7:36
8. "Hanging Tree" - 3:47
9. "The Storm" - 6:12
10. "Mid Winter's Night" - 4:30
11. "All Because of You" - 3:37
12. "Waiting Just for You" - 3:17
13. "Praetorius (Courante)" - 1:57
14. "Benzai-Ten" - 3:52
15. "Village on the Sand" - 5:04
16. "Again Someday" - 1:42
17. "Possum's Last Dance" (bonusnummer) - 2:42
18. "The Times They Are a-Changin'" (bonusvideonummer) - 3:33